# Irma Lindheim

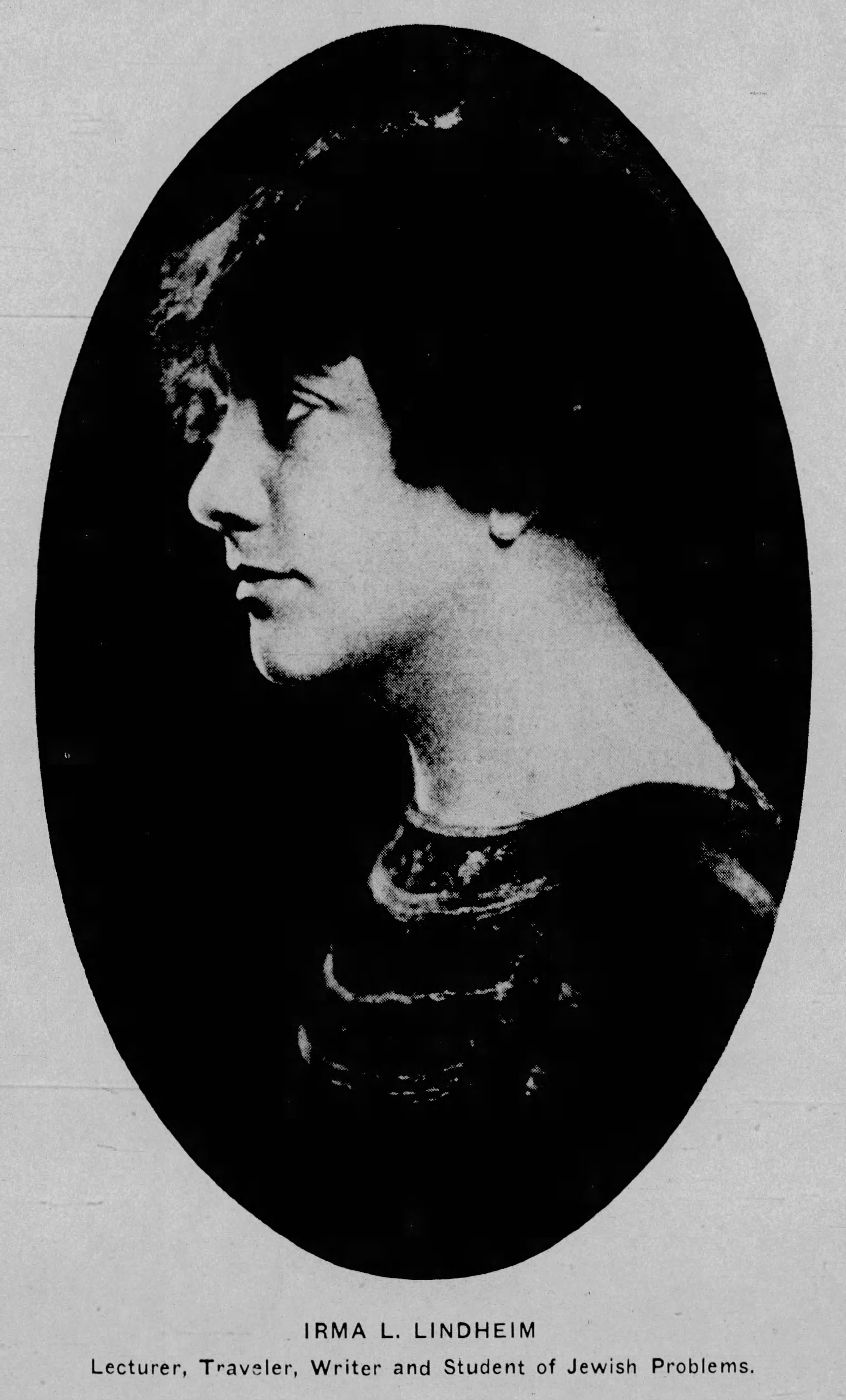
Irma Lindheim

Irma Levy Lindheim (auch Rama Lindheim, als Irma Levy geboren 9. Dezember 1886 in New York City; gestorben 10. April 1978 in Berkeley) war eine US-amerikanische Zionistin und israelische Kibbuznik.

## Leben
Irma Levy stammte aus einer aus Deutschland eingewanderten, jüdischen säkularen Unternehmerfamilie. 1907 heiratete sie den Rechtsanwalt Norvin Lindheim (1881–1928). Sie bekamen zwischen 1908 und 1919 fünf Kinder und waren seit dem Tod von Norvins Vater sehr wohlhabend. Norvin Lindheim wurde 1920 der Zusammenarbeit mit dem Kriegsgegner Deutschland beschuldigt, 1924 zu einer Gefängnisstrafe verurteilt und 1928 postum rehabilitiert.
Irma Lindheim war im Ersten Weltkrieg im Rang eines First Lieutenants in einer Kraftfahrerabteilung im Militärischen Sanitätsdienst eingesetzt. Nach dem Krieg besuchte sie ab 1922, zunächst als Gasthörerin, das von Stephen Wise als Abspaltung vom Hebrew Union College neu gegründete „Jewish Institute of Religion“. Auf ihre Initiative hin beschloss das Institut die Zulassung von Frauen für die Rabbinerausbildung, also bereits 50 Jahre vor der Ordination von Sally Priesand als erster Rabbinerin in den USA. Am Lehrerseminar der Columbia University studierte sie zusätzlich bei John Dewey Pädagogik. Wegen der Gefängnishaft ihres Mannes brach sie allerdings ihre Ausbildung nach dreieinhalb Jahren ab.
Sie wurde Mitglied der zionistischen Frauenorganisation Hadassah, machte eine 1925 eine Reise nach Palästina und veröffentlichte darüber den Bericht Immortal Adventure. Bei ihrem Aufenthalt in Palästina wurde sie von Manja Schochat durch das Land geführt und war bei der Eröffnung der Hebräischen Universität in Jerusalem zugegen. Schochats Tochter gab ihr den hebräischen Namen Rama.
Zwischen 1926 und 1928 war sie Vizepräsidentin der Hadassah, die zu der Zeit 30.000 Mitglieder hatte, und damit auch Vizepräsidentin der Zionist Organization of America, 1927 nahm sie am Jüdischen Weltkongress in Basel teil und hielt sich danach erneut in Palästina auf. Sie reiste durch die USA und war eine aktive Rednerin in zionistischen Versammlungen, in denen Gelder für die jüdischen Siedler gesammelt wurde. Sie trat der Poale Zion bei und trennte sich von der Hadassah. Sie sammelte nun Gelder für die sozialistischen Organisationen Histadrut und Hashomer Hatzair. 1928 verstarb ihr Ehemann. Ihre Alija nach Palästina scheiterte in den Jahren nach 1929 zunächst an den Auswirkungen der Weltwirtschaftskrise auch auf das Vermögen der Familie Lindheim.
1933 zog Lindheim mit den Kindern nach Palästina. Nach einer desillusionierenden Teilnahme an einem zionistischen Kongress in Prag verabschiedete sie sich aus der Politik und arbeitete fortan im Kibbuz Mischmar haEmek. Sie besuchte häufig die USA, um dort Geldsammlungen zu organisieren. Während des Zweiten Weltkriegs lebte sie in den USA und war im Auftrag des Jüdischen Nationalfonds auch in Großbritannien tätig. Der Sohn Donald fiel als Soldat der US-amerikanischen Invasionsstreitkräfte bei der Befreiung Europas.

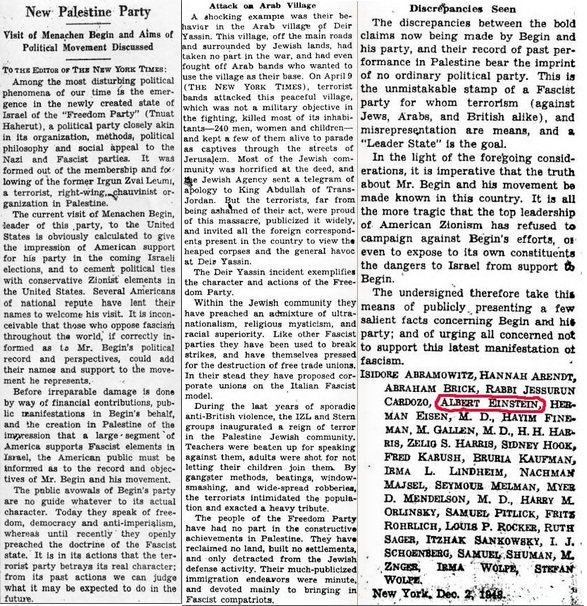
Leserbrief in der New York Times, 4. Dezember 1948

1948 ließ sie sich von Henry A. Wallace zu einer Kandidatur im 6. Distrikt für die Progressive Party bei den Kongresswahlen überreden, sie fiel allerdings klar durch. Mit Hannah Arendt und Albert Einstein gehörte sie zu den Unterzeichnern eines offenen Briefes in der New York Times am 4. Dezember 1948, in dem Menachem Begin, der in die USA gekommen war, um für seine Partei Cherut zu werben, die Verantwortung an dem Massaker von Deir Yasin vorgehalten wurde. Zurück in Israel half sie bei der Gründung der Kibbuze Adamit und En haSchofet und wurde später „Großmutter der Kibbuze“ genannt. 1962 veröffentlichte sie in den USA ihre Autobiografie Parallel Quest: A Search of a Person and a People. Mit 86 Jahren bekräftigte sie in einem Interview für die israelische Zeitung Haaretz die egalitären Grundsätze der Kibbuzbewegung. 1976 zog sie aus Israel zu ihren Söhnen nach Berkeley in Kalifornien, sie ist in Mischmar haEmek beerdigt.

## Schriften
- The immortal adventure. Einleitung Stephen S. Wise, Illustrationen J. Benor-Kalter. New York : Macaulay Co., 1928
- Parallel quest, a search of a person and a people. New York : T. Yoseloff, 1962